# 성남시·광주군·여주군·이천군
성남시·광주군·여주군·이천군은 대한민국의 옛 국회의원 선거구이다. 당시 경기도 성남시, 광주군, 여주군, 이천군 지역을 관할했다.

## 역사
1973년 7월, 광주군 대왕면·낙생면·돌마면·중부면 일부(단대리·상대원리·탄리·수진리·복정리·창곡리)가 성남시로 승격되었다. 이에 여주군·광주군·이천군 선거구가 개편되면서 신설되었다.
제11대 국회의원 선거를 앞두고 성남시와 광주군이 성남시·광주군 선거구를 이루게 되고 여주군, 이천군은 용인군과 함께 여주군·이천군·용인군 선거구를 구성하게 되면서 폐지되었다.

## 역대 국회의원
| 선거   | 정당 | 정당       | 1위 의원 | 정당 | 정당   | 2위 의원 |
| ------ | ---- | ---------- | -------- | ---- | ------ | -------- |
| 1978년 |      | 민주공화당 | 정동성   |      | 무소속 | 오세응   |

## 역대 선거 결과

### 대한민국 제10대 국회의원 선거
|  | 30.60% |

|  | 30.00% |

|  | 24.28% |

|  | 7.62% |

|  | 4.11% |

|  | 1.71% |

|  | 1.65% |